# Левичев Микола Володимирович
Микола Володимирович Левичев (рос. Николай Владимирович Левичев; нар. 28 травня 1953, Пушкін, Ленінград) — російський політичний діяч, голова політичної партії «Справедлива Росія» (2011–2013). Кандидат на виборах мера Москви (2013).

## Життєпис
У 1976 році закінчив фізичний факультет Ленінградського державного університету імені А. А. Жданова. Навчався на одному курсі з Володимиром Чуровим. Потім закінчив аспірантуру (дисертацію не захищав).
21 грудня 2011 на першому пленарному засіданні Державної Думи РФ VI скликання обраний заступником голови Держдуми від фракції партії «Справедлива Росія».

## Санкції
20 березня 2014 року проголосував за проект Федерального конституційного закону «Про прийняття до складу Російської Федерації «Республіки Крим» та утворення у складі Російської Федерації нових суб'єктів Федерації.  Микола Левичев - є підсанкційною особою багатьох країн світу.
12 вересня 2014 року був включений в санкційниц список Євросоюзу, як заступник голови Державної Думи, який проголосував 20 березня 2014 року за проект федерального конституційного закону «Про прийняття в Російську Федерацію Республіки Крим та утворення в складі Російської Федерації нових суб'єктів – Республіки Крим та міста федерального значення Севастополя».
19 грудня 2014 року включений до списку санкцій Канади.
21 червня 2018 року доданий до санкційного списку України.
2 квітня 2020 року доданий до санкційного списку Швейцарії.
9 грудня 2022 року доданий до санкційного списку США.
27 січня 2023 року доданий до санкційного списку Японії.